# Pomacèntrids
Els pomacèntrids (Pomacentridae) constitueixen una família de peixos de l'ordre dels perciformes, l'únic representant de la qual a la Mediterrània és la castanyoleta o tuta (Chromis chromis). Algunes espècies són populars en aquariofília pels seus colors llampants (predominant els grocs, vermells, taronges i blaus, tot i que també hi ha espècies de colors marrons, negres o grisos).

## Morfologia
* Longitud màxima de 35 cm.
- Cos curt, oval, alt i comprimit.
- Cap curt i obtús.
- Boca petita i protràctil.

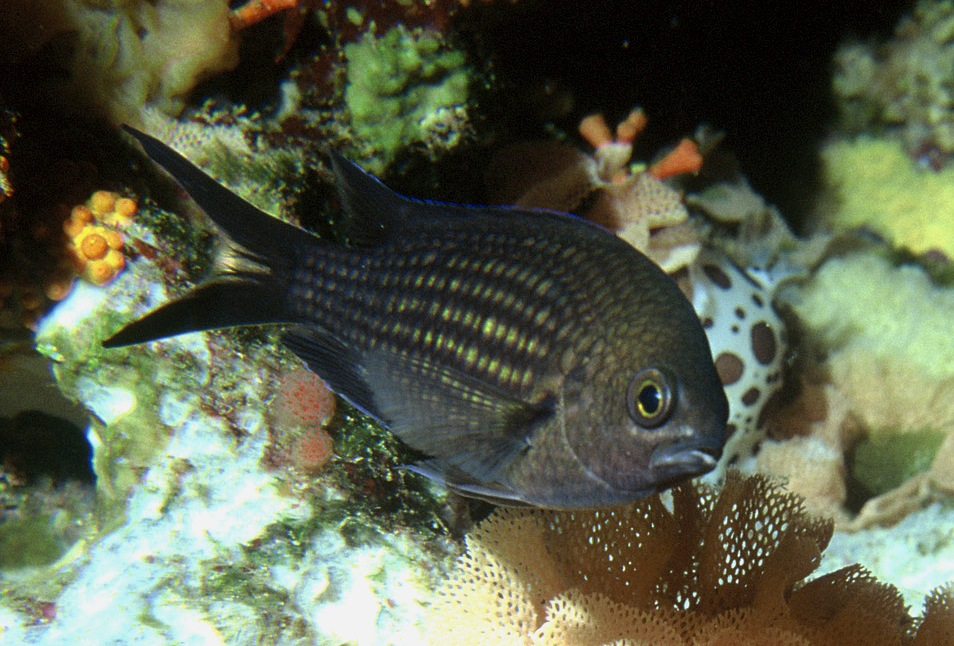
Tuta (Chromis chromis)

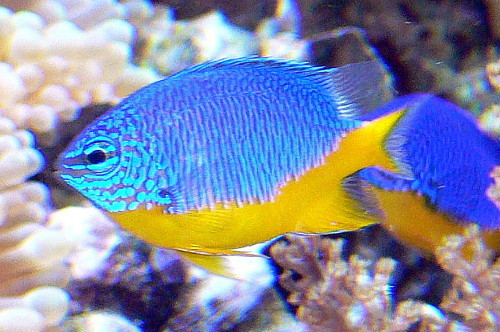
Chrysiptera hemicyanea

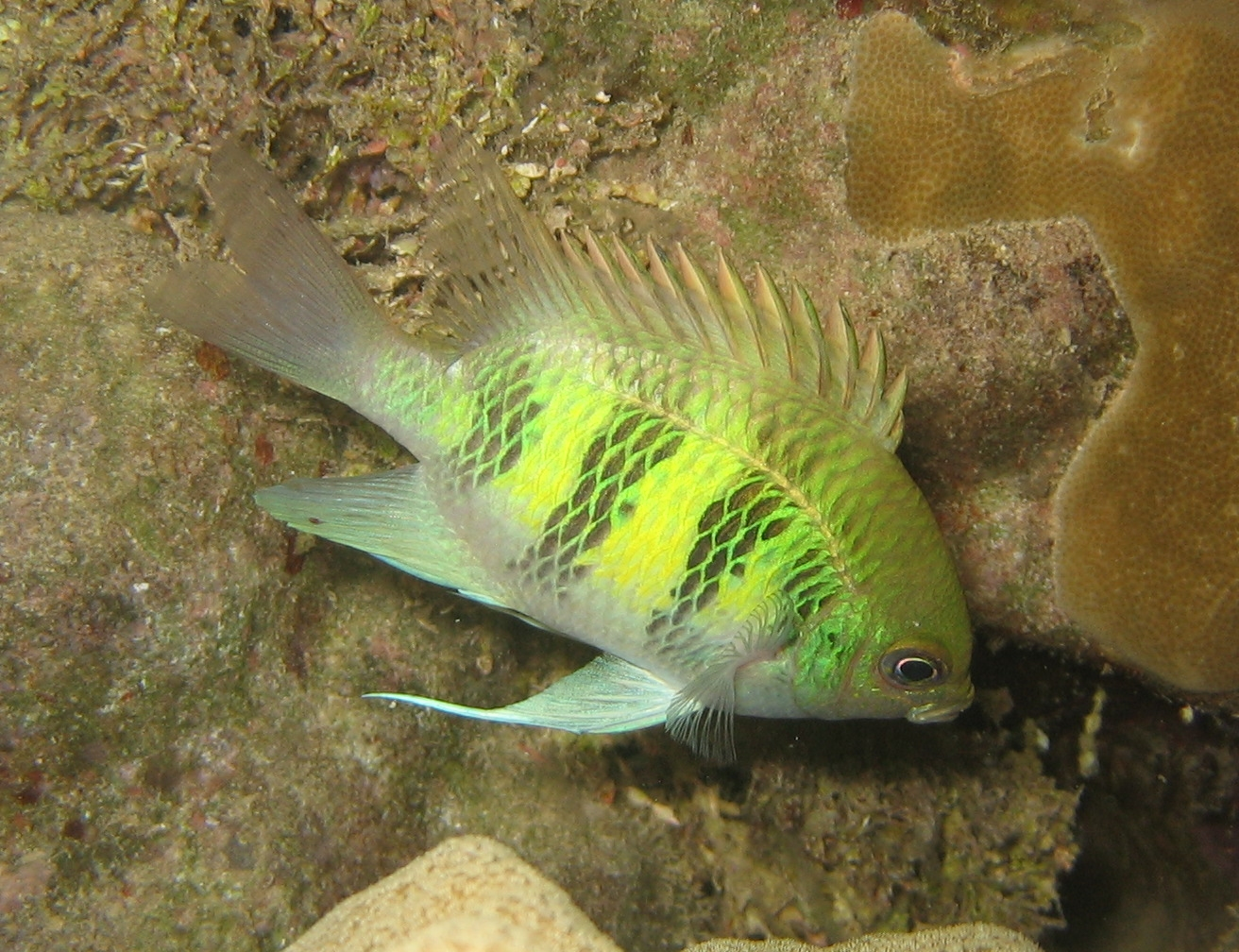
Amblyglyphidodon curacao fotografiat a la Micronèsia.

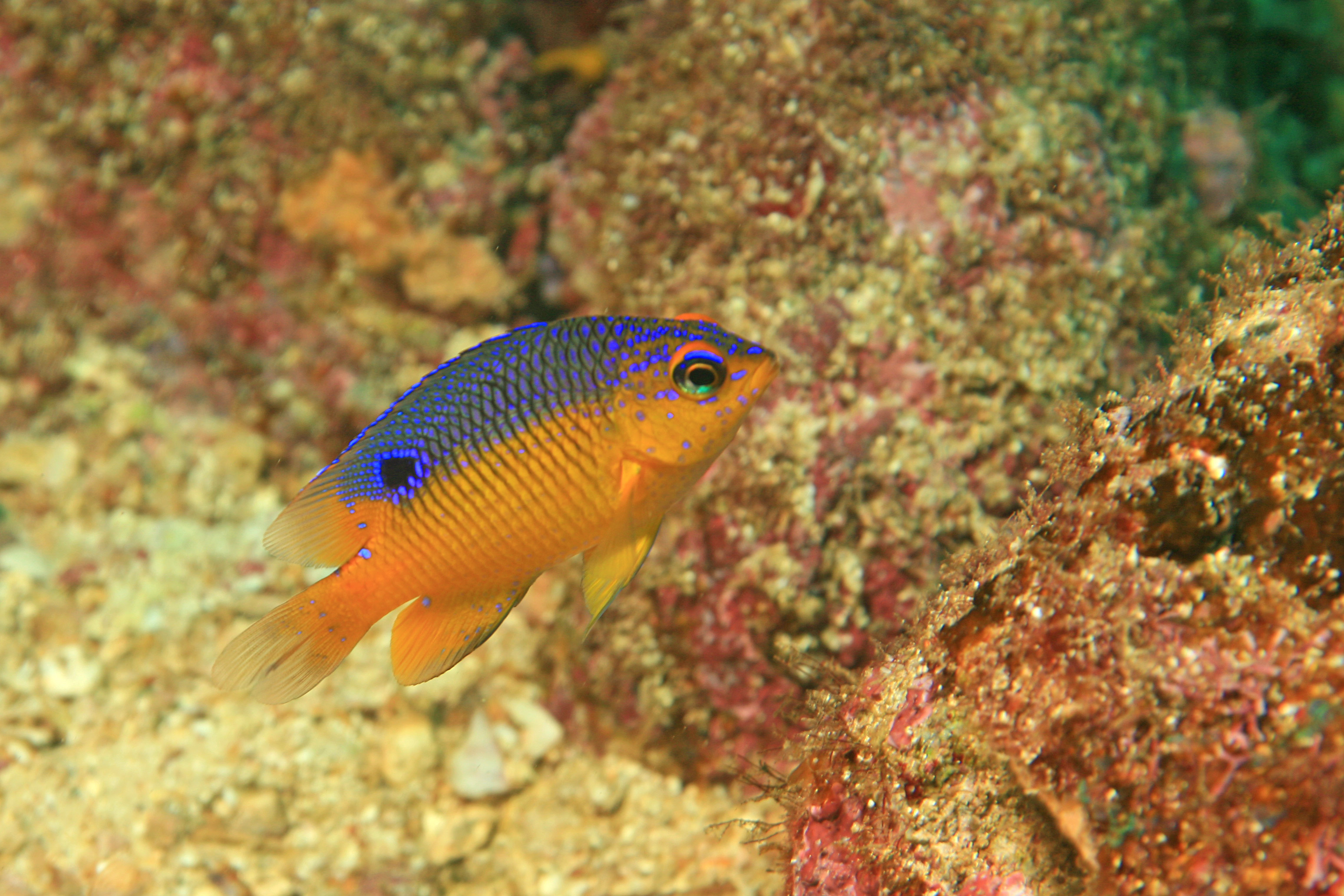
Exemplar immadur de Stegastes flavilatus fotografiat a Panamà.

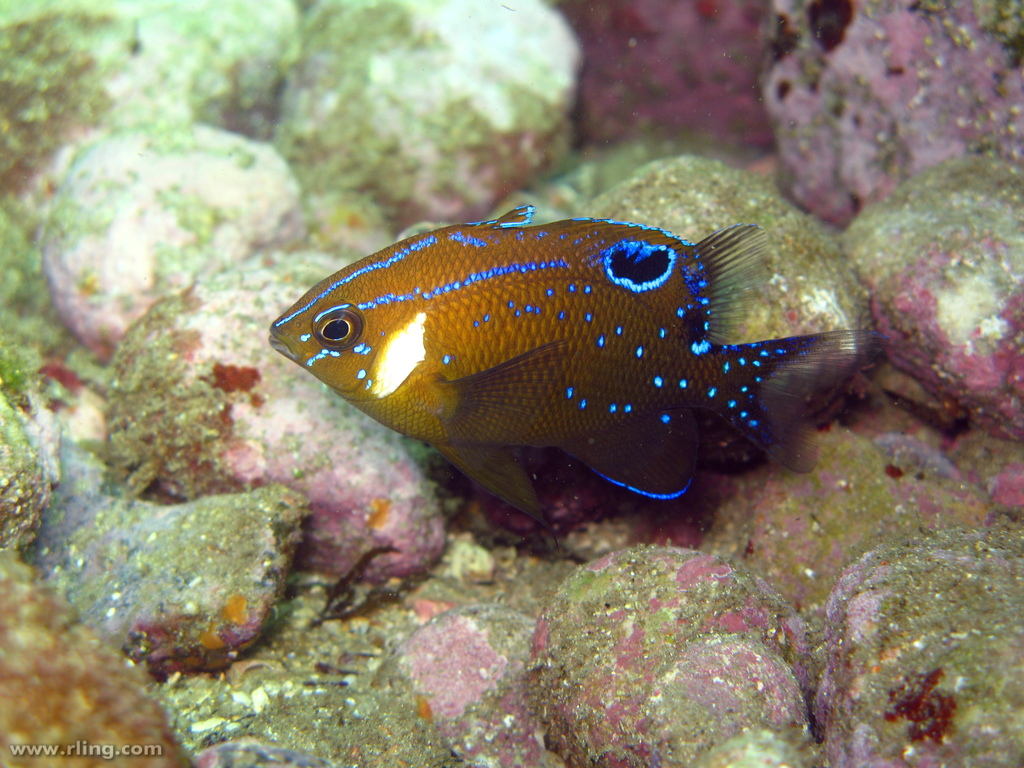
Exemplar immadur de Parma microlepis

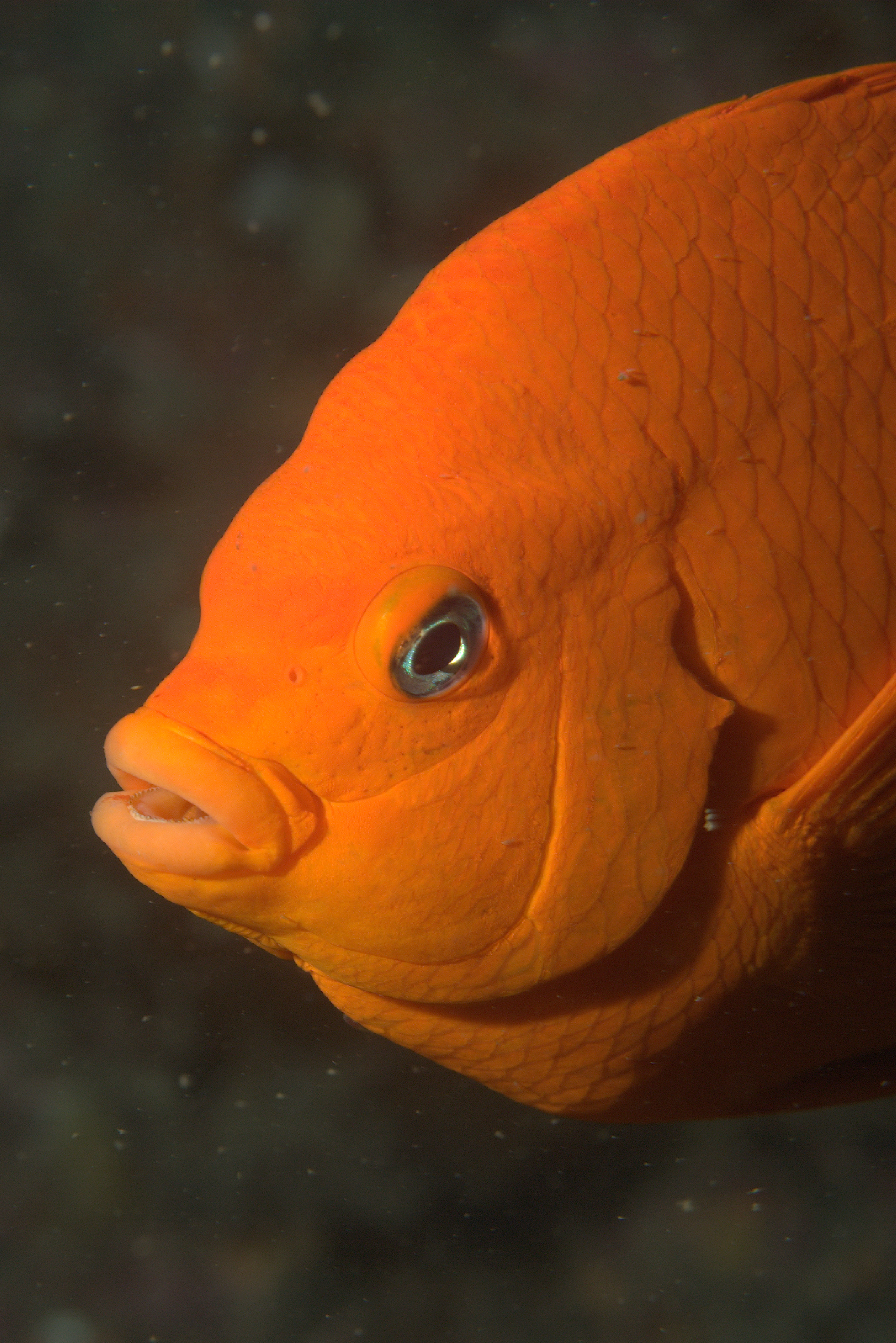
Hypsypops rubicundus

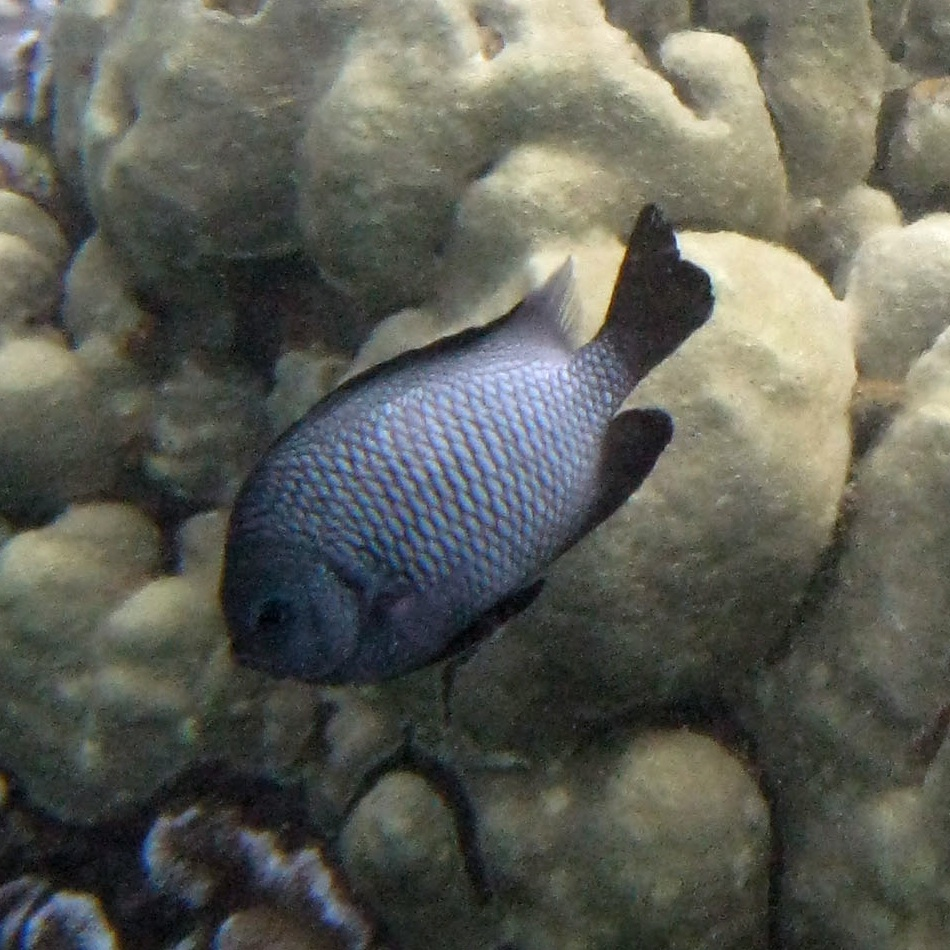
Dascyllus albisella fotografiat a Hawaii.

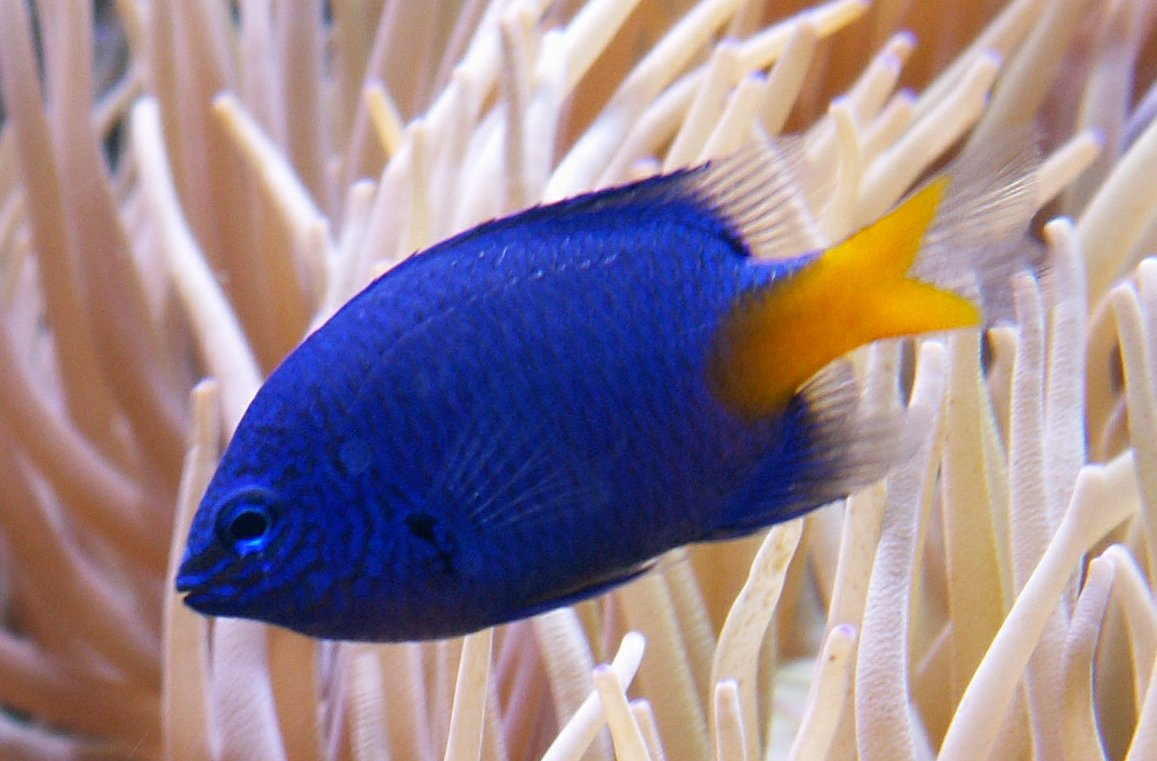
Chrysiptera parasema

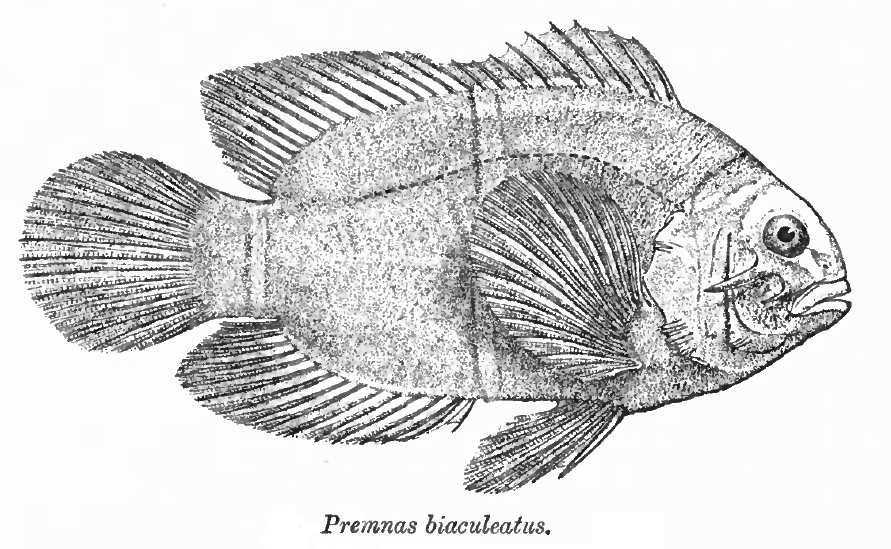
Premnas biaculeatus

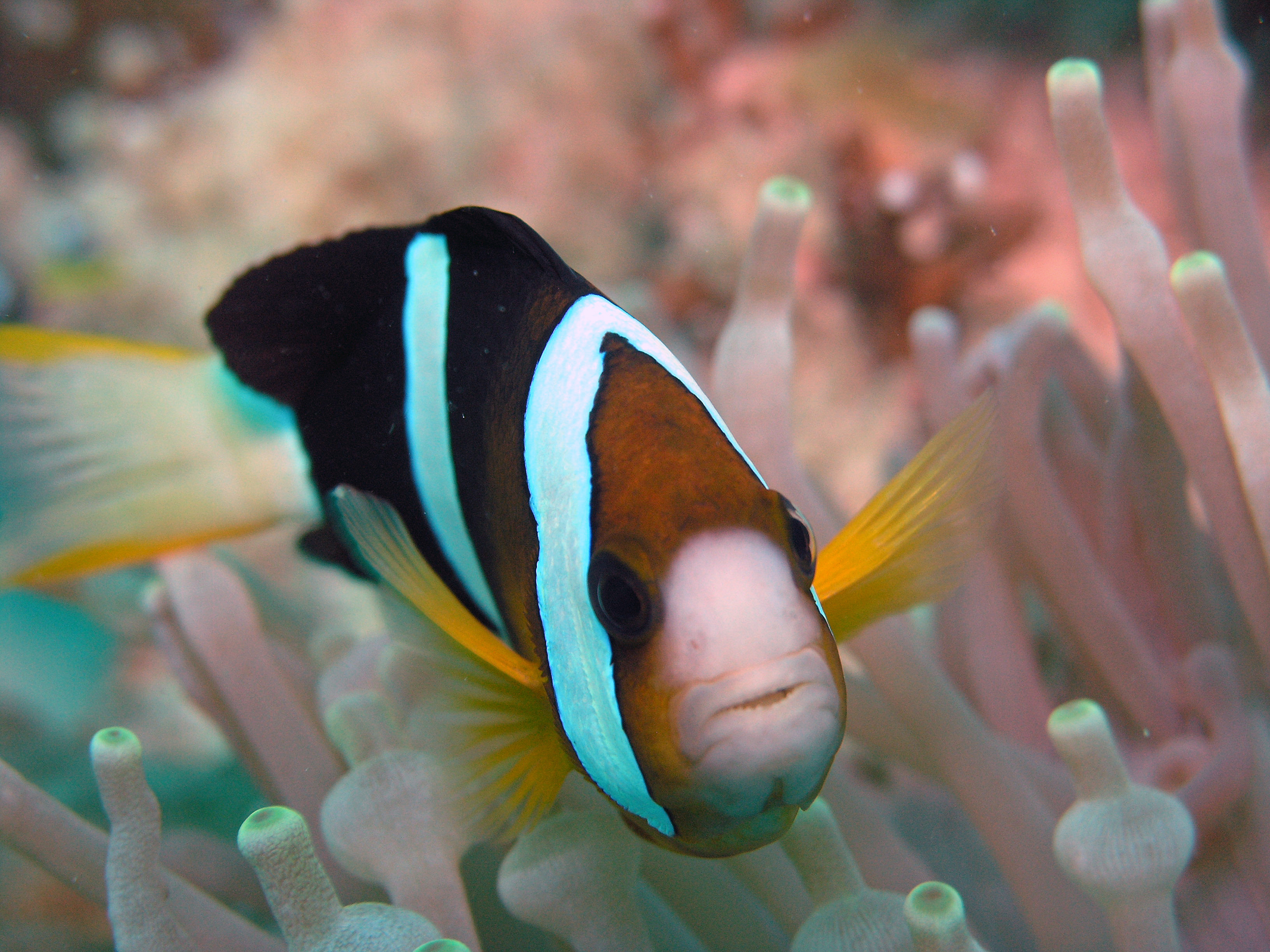
Amphiprion clarkii fotografiat a Borneo (Malàisia).

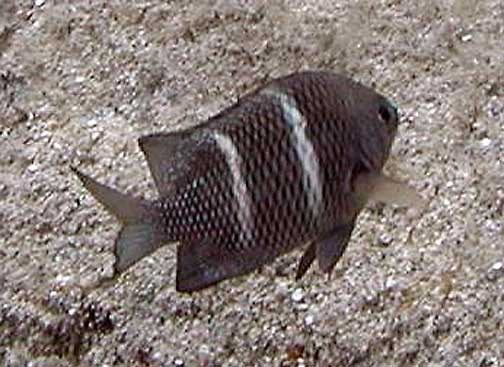
Plectroglyphidodon sindonis

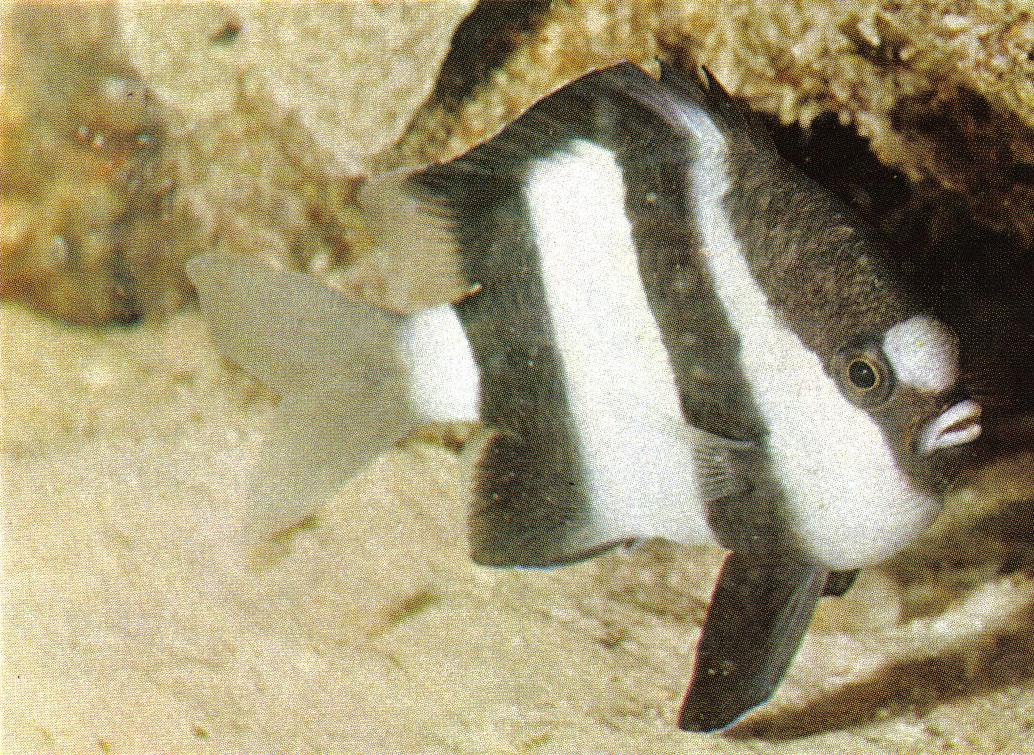
Dascyllus aruanus fotografiat a les Seychelles.

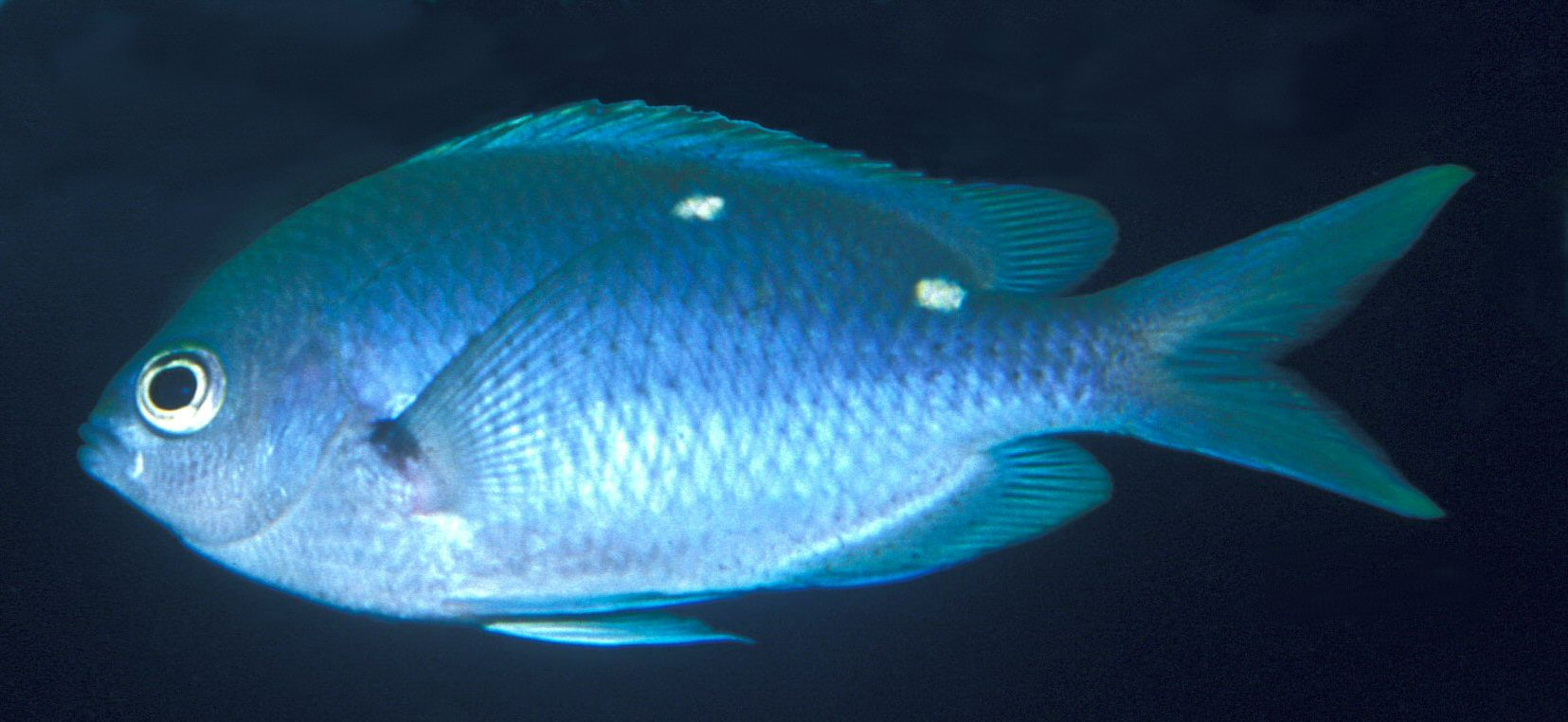
Chromis dispilus

- Presenten una sola aleta dorsal, amb més radis durs que blans.
- Caudal molt escotada.[4][5]

## Ecologia
Les espècies d'aquesta família viuen a les aigües costaneres (entre 2 i 15 m de fondària) de les mars tropicals i, en nombre menor, de les temperades. Al voltant del 80% de les espècies es troben als esculls de corall que hi ha des de l'Àfrica oriental fins a la Polinèsia, essent Austràlia qui en té la major concentració. El 20% restant es troba a l'Atlàntic i al Pacífic oriental, mentre que només 3 espècies viuen en aigües salabroses.
Poden ésser omnívors o herbívors: mengen algues, plàncton i petits crustacis. Un petit nombre de gèneres, com ara Cheiloprion, s'alimenta de corall. Poden viure en captiveri fins a divuit anys però a la natura no viuen més de 10-12 anys. Arriben a formar moles molt nombroses als litorals rocosos.
La Unió Internacional per a la Conservació de la Natura hi ha 3 espècies catalogades com a vulnerables: Chromis sanctaehelenae, Stegastes sanctaehelenae i Stegastes sanctipauli.
Abans de l'aparellament, els mascles trien i netegen un territori d'algues i invertebrats per crear-hi un niu i, tot seguit, realitzen una parada nupcial molt vistosa i plena de rituals amb moviments ràpids perseguint les femelles o, en canvi, surant immòbils. La femella que és atreta per un lloc de posta en particular hi diposita un reguitzell d'ous enganxats a la base del niu (depenent de les espècies, una femella hi pot pondre entre 50 i 2.500 ous) i el mascle els fecunda externament. Posteriorment, el mascle protegeix el niu el temps que triguen els ous a descloure's (de dos a set dies).

## Gèneres
- Abudefduf (Forsskål, 1775)[15]
- Acanthochromis (Gill, 1863)[16]
  - Acanthochromis polyacanthus (Bleeker, 1855)
- Altrichthys (Allen, 1999)[17]
- Amblyglyphidodon (Bleeker, 1877)[18]
- Amblypomacentrus (Bleeker, 1877).[18]
  - Amblypomacentrus breviceps (Schlegel & Müller, 1839)
  - Amblypomacentrus clarus (Allen & Adrim, 2000)
- Amphiprion (Bloch & Schneider, 1801)[19]
- Azurina (Jordan & McGregor, 1898)[20]
- Cheiloprion (Weber, 1913 )[21]
  - Cheiloprion labiatus (Day, 1877 )
- Chromis (Cuvier, 1814 )[22]
- Chrysiptera (Swainson, 1838 )[23]
- Dascyllus (Cuvier, 1829 )[24]
- Dischistodus (Gill, 1863)[25]
- Hemiglyphidodon (Bleeker, 1877 )[26]
  - Hemiglyphidodon plagiometopon (Bleeker, 1852 )
- Hypsypops (Gill, 1861 )[27]
  - Hypsypops rubicundus (Girard, 1854)
- Lepidozygus (Günther, 1862)[28]
  - Lepidozygus tapeinosoma (Bleeker, 1856 )
- Mecaenichthys (Whitley, 1929 )[29]
  - Mecaenichthys immaculatus (Ogilby, 1885 )
- Microspathodon (Günther, 1862)[28]
- Neoglyphidodon (Allen, 1991)[30]
- Neopomacentrus (Allen, 1975 )[31]
- Nexilosus (Heller & Snodgrass, 1903 )[32]
  - Nexilosus latifrons (Tschudi, 1846)
- Parma (Günther, 1862)[28]
- Plectroglyphidodon (Fowler & Ball, 1924)[33]
- Pomacentrus (Lacepède, 1801)[34]
- Pomachromis (Allen & Randall, 1974)[35]
- Premnas (Cuvier, 1816)[36]
  - Premnas biaculeatus (Bloch, 1790)
- Pristotis (Rüppell, 1838)[37]
- Stegastes (Jenyns, 1840)[38]
- Teixeirichthys (Smith, 1953)[39]
  - Teixeirichthys jordani (Rutter, 1897) [40]